# Pingalla gilberti
Pingalla gilberti är en fiskart som beskrevs av Whitley, 1955. Pingalla gilberti ingår i släktet Pingalla och familjen Terapontidae. IUCN kategoriserar arten globalt som livskraftig. Inga underarter finns listade i Catalogue of Life.